# Fredede bygninger på Ertholmene
Denne liste over fredede bygninger på Ertholmene viser alle fredede bygninger på Ertholmene, bortset fra kirker. Listen bygger på data fra Kulturarvsstyrelsen.
| Sagsnavn    | Komplekstype   | Opførelsesår | Adresse          | Koordinater                                | Fredningsår (1. fredning) | ID (Link til Kulturarv.dk) | Billede     |
| ----------- | -------------- | ------------ | ---------------- | ------------------------------------------ | ------------------------- | -------------------------- | ----------- |
| Christiansø | Alle bygninger |              | Christiansø, 0 0 | 55°19′12″N 15°11′16″Ø / 55.32°N 15.18778°Ø |                           | 0-0-0                      | Upload foto |
| Frederiksø  | Alle bygninger |              | Frederiksø, 0 0  | 55°19′14″N 15°11′06″Ø / 55.3205°N 15.185°Ø |                           | 0-0-0                      | Upload foto |